# Hits & Rarities
Hits & Rarities è una raccolta della cantante statunitense Sheryl Crow, pubblicata nel 2007.

## Tracce
Edizione standard
1. All I Wanna Do – 4:34
2. My Favorite Mistake – 4:05
3. Soak Up the Sun – 4:51
4. Always on Your Side (featuring Sting) – 4:10
5. The First Cut is the Deepest – 3:45
6. Everyday Is a Winding Road – 4:17
7. Try Not to Remember – 4:39
8. Leaving Las Vegas – 5:08
9. Strong Enough – 3:10
10. If It Makes You Happy – 5:21
11. Run, Baby, Run – 4:51
12. I Shall Believe – 5:33
13. Light In Your Eyes – 4:01
14. C'mon C'mon – 4:25
15. A Change Would Do You Good – 3:50
16. Wildflower – 3:57
17. Sweet Child o' Mine – 3:51
18. Tomorrow Never Dies – 4:50

CD 2 (Edizione limitata)
1. Run, Baby, Run (Live with Eric Clapton) – 6:07
2. Chances Are – 5:14
3. You're An Original (Live From Budokan) – 5:52
4. The Difficult Kind (Live From Budokan) – 5:39
5. Where Has All The Love Gone (Acoustic Version) – 3:40
6. Steve McQueen (Live Radio Portugal) – 3:26
7. Riverwide (Live for Wise Buddha) – 4:14
8. Everyday Is a Winding Road (AOL Live) – 5:04
9. Subway Ride – 3:57
10. Leaving Las Vegas (Live from Budokan) – 7:20
11. Safe And Sound (Live From Budokan) – 5:36
12. Keep On Growing – 5:27